# Symplecta preclara
Symplecta preclara är en tvåvingeart som först beskrevs av Alexander 1964.  Symplecta preclara ingår i släktet Symplecta och familjen småharkrankar. Inga underarter finns listade i Catalogue of Life.